# FC VSK VŠB TU Ostrava
FC VSK VŠB TU Ostrava ist ein tschechischer Futsalverein aus Ostrava.

## Vereinsgeschichte
1996 wurde an der Universität VŠB TU Ostrava ein Futsalverein gegründet. Bereits im ersten Jahr stieg die Mannschaft in die drittklassige Divize auf. In der Saison 1998/99 belegte das Team den zweiten Rang. Diese Platzierung reichte zum Aufstieg in die 2. Liga, weil der Erstplatzierte IFTC Ostrava B auf sein Aufstiegsrecht verzichtete.
Zwei Jahre später gelang den Studenten der Aufstieg in die 1. Liga, aus der die Mannschaft jedoch umgehend wieder absteigen musste. Der Wiederaufstieg gelang VŠB TU Ostrava in der Spielzeit 2005/06. In der Saison 2006/07 erreichte das Team zum ersten Mal in der Geschichte die Play-offs, die die Mannschaft 2007/08 als Neunter knapp verpasste. In der Spielzeit 2008/09 belegte das Team den 12. und letzten Platz und stieg aus der 1. Liga ab.